# Лимън
Окръг Лимън (на английски: Lyman County) е окръг в щата Южна Дакота, Съединени американски щати. Площта му е 4421 km², а населението - 3904 души (2017). Административен център е град Кенебек.